# Davalyn Cunningham
Davalyn Latisha Cunningham (Clinton, 27 gennaio 1980) è un'ex cestista statunitense, professionista nella WNBA.

## Carriera
È stata selezionata dalle Orlando Miracle al secondo giro del Draft WNBA 2002 (23ª scelta assoluta).